# 小山武宏
小山 武宏（こやま たけひろ、1943年12月1日 - ）は、日本の男性俳優、声優。京都府出身。身長173cm。

## 来歴・人物
以前は劇団造形、劇団群像座、劇団欅、劇団昴に所属していた。舞台出演のほか、アニメや洋画の吹き替えなど、声優としての活動も多い。

## 出演

### テレビドラマ
- ありがとう 第1シリーズ 第11話（1970年、TBS）
- プレイガール 第109話「砂に書かれた喧嘩状」（1971年、東京12チャンネル）
- 特別機動捜査隊 第500話「勇気ある女」（1971年、テレビ朝日） - チンピラ
- 火曜日の女シリーズ（日本テレビ）
  - 黒いオパール（1972年）
  - ガラス細工の家 第3話（1973年）
- 土曜日の女シリーズ（日本テレビ）
  - 明日に喪服を（1973年）
- 子連れ狼 第4話「一石橋」（1973年、日本テレビ）
- 顔で笑って 第20話「泥棒が結んだ恋」（1974年、TBS・大映テレビ） - 刑事
- 事件狩り 第1話「なぜ死を急ぐ若者たち」（1974年、TBS）
- 太陽にほえろ! 第171話「暴走」（1975年、テレビ朝日）
- 赤い疑惑（1975年、TBS）
- 俺たちの朝 第16話（1976年、日本テレビ）
- 松本清張シリーズ「たずね人」（1977年、NHK総合） - 笹井
- 宴のあと 自称・小川真由美の調書（1978年、NHK） - ボーイ
- 俺たちは天使だ! 第10話「運が良ければ特ダネだ」（1979年、日本テレビ）
- 旅がらす事件帖 第15話「さすらいの他人船」（1980年、関西テレビ）
- 鉄道公安官 第36話「新幹線・消えた美人画を追え」（1981年、テレビ朝日・東映） - 沖
- 特捜最前線（テレビ朝日・東映）
  - 第368話「野鳥団地の女!」（1984年）
  - 第396話「万引少女の告白!」（1985年）
  - 第416話「老刑事・レジの女を張り込む!」（1985年）
  - スペシャル「疑惑のXデー・爆破予告1010!」（1985年）
  - 第471話「死に憑かれた女!」（1986年）
- 誇りの報酬 第14話「萩原刑事が撃たれた」（1986年、日本テレビ） - 医師
- アリエスの乙女たち 第17話「私の名は不倫少女」（1987年、フジテレビ） - 刑事
- 火曜スーパーワイド「おんな達のオシャレな復讐」（1989年、テレビ朝日）
- 火曜サスペンス劇場（日本テレビ）
  - 「名無しの探偵5・名無しのデッサン」（1989年） - 捜査一課長
  - 「小京都ミステリー3・津和野・萩殺人事件」（1991年）
  - 「妻たちの戦争」（2000年）
  - 「身辺警護12」（2003年）
- 火曜ミステリー劇場（テレビ朝日）
  - 西村京太郎トラベルミステリー 十津川警部の対決 寝台特急「さくら」長崎に消えた女!逆転三重トリックの罠（1991年）
- さすらい刑事旅情編IV 第7話「伊豆、三泊四日不倫旅行・同窓生の殺意」（1991年、テレビ朝日）
- 金曜ドラマシアター / 昭和16年の敗戦（1991年、フジテレビ）
- 月曜ドラマスペシャル（TBS）
  - 「松本清張特別企画・聞かなかった場所」（1997年）
- はぐれ刑事純情派
  - 第2シリーズ 第20話「罠に落ちた美人弁護士」（1989年、テレビ朝日）
  - 第4シリーズ 第4話「馬券を買う人妻」（1991年、テレビ朝日） - 上司
- 信長 KING OF ZIPANGU（1992年、大河ドラマ） - 山県昌景
- 土曜ワイド劇場（テレビ朝日）
  - 松本清張の葦の浮船（1984年）
  - 西村京太郎トラベルミステリー(5) 東北新幹線殺人事件（1984年）
  - 家路の果て 建売住宅ローン殺人事件!ラブホテルで主婦が焼死!（1985年）
  - 人妻の背徳日記殺人事件（1986年）
  - 高橋英樹の船長シリーズ 瀬戸内おんな殺人行・広島港－松山港フェリー炎上! 船上に仕組まれた客室トリック（1989年） - 第五えたじま船長 村上
  - 異常犯罪シリーズ“繭の密室”連続殺人事件（1997年） - 捜査本部長
  - 挑戦する女・弁護士 七尾響子（2006年）

### 映画
- スタア（1986年） - 小鷹
- 病院で死ぬということ（1993年）

### バラエティ
- 美の巨人たち（2013年、テレビ東京） - ドラマパート出演

### 舞台
- スターダンサーズ・バレエ団公演「動と静 アブシンベルの幻覚」（1984年） - エジプト人 役
- 俳優座劇場公演「小さき神のつくりし子ら」（2001年） - ミスター・フランクリン 役
- アニェス・ベラドンヌ「時代と空間を超えた感性」（2007年、シアターXカイ）
- 劇団昴公演
  - 「宛名のない手紙」
  - 「空騒ぎ」
  - 「明暗」
  - 「アルジャーノンに花束を」（1990年） - ニーマー教授 役
  - 「クリスマスキャロル」（1998年）
  - 「コリオレイナス」（2004年） - メニーニアス・アグリッパ 役
  - 「チェーホフ的気分」（2004年） - スヴォーリン 役
  - 「ゴンザーゴ殺し」（2005年） - 声の出演
  - 「夏の夜の夢」（2006年） - イージアス 役
  - 「本当のことを言ってください」（2013年） - 東哲之助 役 ※北村総一朗の代役

### 吹き替え

#### 担当俳優
ジェームズ・ハンディ
- クリミナル・マインド4 FBI行動分析課（トム・ショーネシー）
- 不機嫌な赤いバラ（ニール・カルロ）
- ロード・トゥ・ヘル（マホーニー神父）

ジェームズ・フォックス
- アガサ・クリスティー ミス・マープル 書斎の死体（アーサー・バントリー大佐）
- ズールー大戦争（フェアウェル大佐）
- 真夜中の銃声（エドガー）

ダン・ヘダヤ
- エイリアン4（マーティン・ベレス将軍）※ソフト版
- 最高の恋人（ハーヴェイ）
- ダウン（マクベイン警部補）※テレビ東京版

ポール・ギルフォイル
- エアフォース・ワン（ロイド・シェパード首席補佐官）※ソフト版
- クイズ・ショウ（リシュマン）
- 素顔のままで（マルコム・モルドフスキー）※ソフト版
- パーフェクト・カップル（ハワード・ファーガソン）

#### 映画（吹き替え）
- アイ・アム・レジェンド（大統領）※ソフト版
- 悪女（ジョン・オズボーン〈ジム・ブロードベント〉）
- 悪女の構図（ビル・スコービー）
- アウト・フォー・ジャスティス（ブルーノ、ラスティ）※テレビ朝日版
- アウトブレイク（ブリッグス大佐〈デイル・ダイ〉）※日本テレビ版
- アストロ・コップ（ペント〈ウィルソン・ダンスター〉）
- アット・ファースト・サイト/あなたが見えなくても（バージルの父〈ケン・ハワード〉）
- アトミック・トレイン（ウォリー〈ジョン・フィン〉）※ソフト版
- アトランティスのこころ
- あなたに逢えるその日まで…（ティモ・ヘルデンフェルト〈パトリック・マラハイド〉、ポール・プルマン）
- あなたに降る夢
- アニー2（トーマス船長〈ロジャー・ビズリー〉）
- あひる大旋風（パーダム）
- アメリカン・パロディ・シアター（ウォーレン・イースターブルック、ヘンリー・シルヴァ、ヘニー・ヤングマン、ギャウワー〈ラルフ・ベラミー〉）
- アメリカン・ホーンティング（ジョン・ベル〈ドナルド・サザーランド〉）
- アルマゲドン2009（メイフィールド将軍〈テリー・デビッド・マリガン〉）
- アレグリア ザ・ムービー（フルール〈フランク・ランジェラ〉）
- 暗殺の瞬間（ランゲ〈ヨハン・リンデル〉）
- アンナと王様（ジョン・ブラッドリー卿）※テレビ東京版
- イーグル・アイ（ジェリーの父〈ウィリアム・サドラー〉）
- イージー・ライダー（ビリー〈デニス・ホッパー〉、ジョージ・ハンセン〈ジャック・ニコルソン〉）※追加収録部分
- いつか晴れた日に（ジョン・ミドルトン卿〈ロバート・ハーディ〉）
- 愛しのジュリアン（ヴァーン〈マイケル・パークス〉）
- イル・ポスティーノ（ディ・コジモ）
- インクハート/魔法の声（フェノグリオ〈ジム・ブロードベント〉）
- インクレディブル・ハルク（スタンリー）
- インサイド・マン（カイアム、パスクア判事）
- インディ・ジョーンズ/最後の聖戦（パナマ・ハット〈ポール・マクスウェル〉）※日本テレビ版
- インデペンデンス・デイ（グレン・パーネス〈ロバート・パイン〉、フレッド・バーンズ）※ソフト版
- インテンシティ/緊迫（警部）
- イントゥ・ザ・ストーム（チェスター・キャンベル〈デヴィッド・ドラム〉）
- ヴァイタル・スペース（ハーメル〈デヴィッド・ロス・ペイターソン〉）
- ウィンキーの白い馬（シームおじさん〈ジャン・ディクレー〉）
  - はじめて馬に乗った日（シームおじさん〈ジャン・ディクレー〉）
- ウィング・コマンダー（サンスキー艦長〈デヴィッド・スーシェ〉）
- ウォール・オブ・アッティカ/史上最大の刑務所暴動（ハル〈ハリー・ディーン・スタントン〉）
- 裏切り者（シーモア・コーマン〈トニー・ムサンテ〉）
- ウルフ（ジョージ〈ピーター・ジェレティ〉）※テレビ朝日版
- エアフォース・ワン（ボブ・ジャクソン大佐）※ソフト版
- エイジ・オブ・イノセンス/汚れなき情事（ジュリアス・ボーフォート〈スチュアート・ウィルソン〉）
- エクソシスト（カール〈ルドルフ・シュンドラー〉、精神科医）※ソフト版、（タニー医師〈ロバート・シモンズ〉）※日本テレビ版
- X-ファイル:ザ・ムービー（ウェル・マニキュアード・マン〈ジョン・ネヴィル〉）※ソフト版
- エド・ウッド（レモン牧師〈G・D・スプラドリン〉、フェルドマン、マッコイ〈ランス・ハワード〉）
- エネミー・オブ・アメリカ（サム・アルバート議員〈スチュアート・ウィルソン〉）※フジテレビ版
- エネミー・ライン（エド・バーネット〈レオン・ラッサム〉）※ソフト版
- エミールと探偵たち（シュトッケ）
- エントランス（ハーヴェストン先生）
- オーバー・ザ・ムーン
- 男たちの挽歌4（ウォン〈ジェームズ・ウォン〉）
- オペレーション・ワルキューレ（フリードリヒ・フロム、エルヴィン・フォン・ヴィッツレーベン）
- 海底20000マイル（コンセイユ〈ピーター・ローレ〉）※バンダイ版
- 影のない男（マルティン・ヒンリッヒ）
- 風と共に去りぬ（ジョン・ウィルクス、トム大尉〈ワード・ボンド〉）※ソフト版
- 合衆国崩壊の日（メッツガー）
- ガリシアの獣（フィリップス教授）
- 華麗なるギャツビー（ウォルター・パーキンス医師〈ジャック・トンプソン〉）
- Kissingジェシカ（シドニー・スタイン）
- キット・キトリッジ アメリカン・ガール・ミステリー（ヘンドリックおじさん〈ケネス・ウェルシュ〉）
- ギフト（ケネス・キング〈チェルシー・ロス〉）
- 気まぐれな狂気（トニー・ヴァーゴ〈ロッド・スタイガー〉）
- キャスト・アウェイ（ケヴィン）
- ギャングスターズ 明日へのタッチダウン（ポール・ハイガ〈レオン・リッピー〉）
- 脅迫（ジョニー・ヴェローナ〈ジョー・サントス〉）
- 脅迫者 バッド・スパイラル（マーティン・コリガン〈ダンカン・フレイザー〉）
- 恐怖海域（ラムジー船長〈ジェームズ・ブローリン〉）
- 恐怖の秘密結社・デシーバーズ（ガネシャ〈ダリープ・タヒル〉）
- 恐竜伝説ベイビー（大佐〈オルー・ジェイコブズ〉）※バンダイ版
- キラーウルフ/白髪魔女伝（呉三桂〈エディ・コー〉）
- KILLER/第一級殺人（ヘンリー・レッサー〈ハロルド・グールド〉）
- キリング・タイム（ジム・マジソン〈ピーター・ハーディング〉）
- キングコング ※テレビ朝日版2
- クアドロフォニア 多重人格殺人（ダグ〈ブライアン・コックス〉）
- クイズ・ショウ（マーティン・リッテンホーム〈マーティン・スコセッシ〉）
- グッド・シェパード（ジョン・ラッセル上院議員〈キア・デュリア〉、ユーリ・モディン）
- クラッシュ・ザ・タンカー/流出危機（ビリー・ライリー〈マイケル・マーフィー〉）
- グラマー・エンジェル危機一発
- クリムゾン・タイド（ボビー・ドガーティ大尉〈ジェームズ・ガンドルフィーニ〉）※日本テレビ版
- 黒馬物語 ブラックビューティー（ジョン・マンリー〈ジム・カーター〉）
- 黒ひげ大旋風（パーヴィス〈マイケル・コンラッド〉）※ソフト版
- 刑事マディガン（チャーリー・ケイン本部長〈ジェームズ・ホイットモア〉）※ソフト版
- ケリー・ザ・ギャング（フランシス・ヘア〈ジェフリー・ラッシュ〉）
- ゴースト・オブ・ミシシッピー
- コーチ・カーター（ホワイト）
- コートに賭ける奇跡（ラビ・ルイス）
- ゴーン・フィッシン'
- 恋の選択（ボブ〈トム・ウィルキンソン〉）
- 恋は邪魔者（E・G〈ジョン・アイルワード〉）
- 恋はデジャ・ブ（神経科医〈ハロルド・ライミス〉）
- 恋人はパパ/ひと夏の恋（ベンの父）
- 告発の行方（ジェシー）※テレビ朝日版
- GODZILLA（アレクサンダー・ヒックス大佐〈ケヴィン・ダン〉）※劇場公開版[4]
- 小びとの森の物語（ラルフ・ヤービー〈リチャード・ディーコン〉）※VHS版
- コレクター（ハットフィールド署長〈ブライアン・コックス〉）※ソフト版
- コン・エアー（ファルゾン護送官〈スティーヴ・イースティン〉、車の運転手〈ドン・S・デイヴィス〉）※ソフト版
- コンタクト（ラリー・キング）、（牧師）※ソフト版
- 13ウォーリアーズ（メルチシデク〈オマル・シャリーフ〉）
- サイボーグ・シティ（エリオット〈ポール・ル・マット〉）
- ザ・インターネット（ベン・フィリップス、ラス・メルボーン）※ソフト版
- ザ・エージェント（ダン・ディアードルフ）※日本テレビ版
- THE CROW/ザ・クロウ（ノア〈イアン・デューリー〉）
- ザ・バイス/潜入捜査官（スワン警視）
- ザ・ファーム 法律事務所（トミー・モロルト〈ポール・ソルヴィノ〉）※ソフト版
- サベイランス -監視-（ライル・バートン〈リチャード・ラウンドトゥリー〉、バリー・リンダー〈デヴィッド・クレノン〉）
- サンダーバード 劇場版（管制官）※NHK版
- サンドラ・ブロック in アマゾン（ルカヴィダ）
- 三匹荒野を行く（バート・オークス）※ソフト版
- G.I.ジェーン（セオドア・ヘイズ〈ダニエル・フォン・バーゲン〉）※ソフト版
- ジェニファー8（グッドリッジ〈ボブ・ガントン〉）
- ジェルミナル（シャバル〈ジャン＝ロジェ・ミロ〉）
- シビル・アクション（アル・ユースティス〈シドニー・ポラック〉）
- 縞模様のパジャマの少年（祖父〈リチャード・ジョンソン〉）
- ジャック（マギー校長）※ソフト版
- シャム猫FBI/ニャンタッチャブル（グレアム〈リアム・サリヴァン〉）
- ジャングル 2 ジャングル（ジョージ・ラングストン〈ボブ・ディッシー〉）
- ジャン＝クロード・ヴァン・ダム ザ・コマンダー（ユーリ・アミュレフ大統領〈セルバン・セレア〉）
- シュリンジ（ストラットン）
- 情愛と友情（マーチメン侯爵〈マイケル・ガンボン〉）
- 将軍の娘/エリザベス・キャンベル（ヤードリー署長〈ダニエル・フォン・バーゲン〉）
- 笑撃生放送! ラジオ殺人事件（クロス警部補〈マイケル・ラーナー〉）
- 小説家を見つけたら（スペンス博士〈マイケル・ヌーリー〉）
- ジョシュア 悪を呼ぶ少年（ジョー・ケアーン）
- ジョニー・イングリッシュ（イギリス首相〈ケヴィン・マクナリー〉）※劇場公開版
- シンデレラ（王〈ヴィクター・ガーバー〉）
- シンプル・ウィッシュ（リチャード卿）
- スーパーマリオ 魔界帝国の女神（スカペリ〈ジャンニ・ルッソ〉、王〈ランス・ヘンリクセン〉）※日本テレビ版
- スイスファミリーロビンソン（モアランド船長〈セシル・パーカー〉）※ソフト版
- 推定無罪（ニコ・デラ・ガーディア）※テレビ朝日版
- スターシップ・トゥルーパーズ3（オマー・アノーキ総司令官〈スティーブン・ホーガン〉）
- スタンピード（ジョン・テイラー）※ソフト版
- スティール/鋼鉄の救世主（デヴィッド大佐〈チャールズ・ネイピア〉）
- スネーク・アイズ（チャールズ・カークランド国防長官〈ジョエル・ファビアーニ〉）※ソフト版
- 素晴らしき日（ルー〈チャールズ・ダーニング〉）※ソフト版
- スピード2（ボラード船長〈ボー・スヴェンソン〉）※ソフト版
- スペース カウボーイ（ヴォストフ将軍〈ラデ・シェルベッジア〉）※ソフト版
- スポッツウッド・クラブ（エロル・ウォレス〈アンソニー・ホプキンス〉）
- スモール・ソルジャーズ（ギル・マース〈デニス・リアリー〉、ニック・ニトロ〈クリント・ウォーカー〉）※DVD版
- スリーウイメン/この壁が話せたら（スピアーズ教授〈ハリス・ユーリン〉）
- スリーピング・ディクショナリー（ヘンリー・ブラード〈ボブ・ホスキンス〉）
- スローター/怒りの銃弾（フェリーチェ〈ノーマン・アルフェ〉）
- ゼブラ軍団（チャーリー〈リチャード・X・スラトリー〉）※ソフト版
- セブン・イヤーズ・イン・チベット（クンゴ・ツァロン〈マコ岩松〉）※ソフト版
- セブンスフロア（ブレイク）
- 008 皇帝ミッション（ファ・ムンラウ、医師〈ヴィンセント・コク〉）
- セントラル・ステーション（ベネ）
- 相続人（ピート・ランドル〈トム・ベレンジャー〉）※ソフト版
- ソフィーの世界（ヒルデの父〈ビョルン・フローバルグ〉）
- そんな彼なら捨てちゃえば?（ケン〈クリス・クリストファーソン〉[6]）
- ダーク・ハーフ（リック・コウリー〈トム・マーデロシアン〉）※テレビ東京版
- ターミナル・ベロシティ（チャック〈ランス・ハワード〉）※ソフト版
- ターミネーター2 音声解説吹替版（ダイソン〈ジョー・モートン〉）
- タイムマシン（生花店の店員〈アラン・ヤング〉）※ソフト版
- タイムリミット（スターク捜査官）※ソフト版
- 宝島（トレローニー〈ウォルター・フィッツジェラルド〉）※VHS版
- ダニエル・スティール/愛のカレイドスコープ・訣別の微笑（ボブ〈リチャード・フィッツパトリック〉）※テレビ東京版
- 007 ゴールデンアイ ※テレビ朝日版
- 007 ダイ・アナザー・デイ（ムーン将軍〈ケネス・ツァン〉）※ソフト版
- タワー・オブ・タイタンズ（司令官〈ジャンニ・ガルコ〉、ヤコブ神父〈ガブリエーレ・フェルツェッティ〉）
- タワーリング・インフェルノ'08（ホルスト・シュトラッサー）
- ダンボドロップ大作戦（ペダーソン少佐〈マーシャル・ベル〉、ゴダード〈チェッキー・カリョ〉）
- チェンバー/処刑室（フリン・F・スラッタリー判事、フェルプス・ボーエン〈ジョセフ・ソマー〉）
- チルファクター（パパス副保安官）
- 沈黙の戦艦（ジョンソン）※ソフト版、（フリッカー）※テレビ朝日版
- 沈黙の断崖（トッド〈アーニー・ライヴリー〉）※テレビ朝日版
- 沈黙の要塞（ストーン〈R・リー・アーメイ〉）※ソフト版
- D.N.A./ドクター・モローの島（長老〈ロン・パールマン〉）※テレビ朝日版
- ディアボロス/悪魔の扉（アレックス・カレン〈クレイグ・T・ネルソン〉）※ソフト版
- ティコ・ムーン（グレンバール〈リシャール・ボーランジェ〉）
- デス・ウィルス/発光体（ティール〈ロバート・ワグナー〉）
- デュース・ビガロウ、激安ジゴロ!?（アディソン判事）
- デリンジャー（ハリー・ピアポント〈ジェフリー・ルイス〉）※テレビ東京版
- デンジャラス・ビューティー2（副操縦士）※ソフト版
- トータル・フィアーズ（シドニー・オーウェンズ〈ロン・リフキン〉）※ソフト版
- トゥームレイダー（議長〈リチャード・ジョンソン〉）※ソフト版
- 12モンキーズ（微生物学者〈ビル・レイモンド〉）※フジテレビ版
- トゥルー・クライム（ルーサー・プランキット〈バーナード・ヒル〉）※ソフト版
- トゥルー・グリット（ストーンヒル〈デイキン・マシューズ〉）
- トランザム7000VS激突パトカー軍団（ジョン・コーエン〈デヴィッド・ハドルストン〉）※ソフト版
- ドリームキャッチャー
- トレーニング デイ（スタン・ガースキー検事〈トム・ベレンジャー〉）
- ナインスゲート（ウィトキン〈アレン・ガーフィールド〉、グルーバー）※ソフト版
- 難破船（グレナヴァン卿〈ウィルフリッド・ハイド＝ホワイト〉）
- ニューオーリンズ・トライアル（ダーウッド・ケーブル〈ブルース・デイヴィソン〉）※機内上映版
- ニュース・ブレイカー（パット〈ロバート・カルプ〉）
- ニュースメーカーズ（ボルディレフ〈ユーリ・シュリコフ〉）
- ニューヨークの恋人 ※ソフト版
- ネイビー・フォース/テロリスト壊滅作戦
- ノック・オフ（キャリントン大佐〈スチュアート・カヴァナ〉）※ソフト版
- ノット・ア・ガール（ピート・ワグナー〈ダン・エイクロイド〉）
- ハート・オブ・ウーマン（ダン・ワナメイカー〈アラン・アルダ〉）※ソフト版
- ハード・ターゲット（ダグラス・ビンダー、モートン監察医、ミスター・ロパッキ）※ソフト版
- ハイ・クライムズ（ビル・マークス准将〈ブルース・デイヴィソン〉）※ソフト版
- ハイジ（牧師）
- ハイスクール白書 優等生ギャルに気をつけろ!（ディック・メッツラー〈ホームズ・オズボーン〉）
- バウンド（ジーノ〈リチャード・C・サラフィアン〉）※ソフト版
- 裸の銃を持つ男 PART33 1/3 最後の侮辱（ジェームズ・アール・ジョーンズ、ジーン・シモンズ）※ソフト版
- 裸の銃を持つ逃亡者（ロバート・マッキンタイア）
- バッド・ガールズ（アグアドルセの保安官）※ソフト版
- バットマン ※ソフト版
- パディントン（グルーバーさん〈ジム・ブロードベント〉）
- パニッシャー（フランク・キャッスルSr.〈ロイ・シャイダー〉）
- ハビタ/新種生命体（ストリックランド）
- ハムレット（ポローニアス〈ビル・マーレイ〉）
- パラダイスの天使たち（バーネル署長）
- ハリウッド・ゲーム（フロイド・ベンソン〈ロッド・スタイガー〉）
- 張り込みプラス（マイケル、ウィリス刑事）※日本テレビ版
- ビーン（ジョージ・グリアソン〈ハリス・ユーリン〉）※BD版
- ビバリー・ヒルビリーズ/じゃじゃ馬億万長者（ガロ警部）
- 秘密指令アトランティス/地下組織を破壊せよ!（ベン・ウラー理事〈ベニ・デュース〉）
- ファーゴ（ルー、モーラ）※ソフト版
- ファイナル・コンタクト（スタン〈ディーン・ストックウェル〉）
- フィオナが恋していた頃
- フィスト・オブ・レジェンド 怒りの鉄拳（船越文夫〈倉田保昭〉）
- FAIL SAFE 未知への飛行（グロテシェール教授〈ハンク・アザリア〉）
- フォー・ウェディング
- フォレスト・ガンプ/一期一会 ※日本テレビ版
- ふたりのトスカーナ（ヴィルヘルム〈ジェローン・クラッベ〉）
- ブラインド・ヒル（スティーブンソン〈エド・ローター〉）
- ブラッディ・マロリー（ローマ教皇 / アバドン）
- PLANET OF THE APES/猿の惑星（カルービ〈クリス・クリストファーソン〉[7]）※ソフト版
- プリフォンテーン（レイ・プリフォンテーン）
- プルート・ナッシュ（ジェームズ〈ジョン・クリーズ〉）
- プレタポルテ（オリヴィエ・ド・ラ・フォンテーヌ〈ジャン＝ピエール・カッセル〉、ニコラ・トラサルディ）
- プレッシャー/壊れた男（アル〈ジョン・ラッツェンバーガー〉）
- ブロンドと柩の謎（ウィリー・ハースト〈エドワード・ハーマン〉）
- ペイバック ※テレビ朝日版
- ベオウルフ（武器長〈チャールズ・ロビンソン〉）
- ベスト・キッド4（ドゥーガン〈マイケル・アイアンサイド〉）
- ベッドかざりとほうき（スウィンバーン、レオニダス王、ティーグラー将軍）※バンダイ版
- ヘブンズ・プリズナー（ディディ・ジャンカーノ〈ジョー・ヴィテレリ〉）※VHS版
- ホーリー・スモーク（スタン〈オーステン・テイシャス〉）
- ホーリーマン（ディレクター〈サム・キッチン〉）
- 暴走特急（テロリストのパソコンオペレーター）※テレビ朝日版
- 僕たちのアナ・バナナ（ラリー・フリードマン〈ロン・リフキン〉）
- ボディ・バンク（ボブ・バーク刑事〈ビル・ナン〉）
- ホワイトハウス 殺人連鎖（フィールス大統領〈ウィリアム・アザートン〉）
- ホワイトハウスの陰謀（ジャック・ニール大統領〈ロニー・コックス〉）※ソフト版
- マーシャルの奇跡（ドナルド・デドモン学長〈デヴィッド・ストラザーン〉）
- マーズ・アタック!（ケイシー将軍〈ポール・ウィンフィールド〉）※テレビ東京版
- マイアミ・ラプソディー（ラビ〈ベン・スタイン〉）
- マイ・ビッグ・ファット・ウェディング（ロドニー・ミラー〈ブルース・グレイ〉）
- マジェスティック（ドイル議員〈ハル・ホルブルック〉）
- みなさん、さようなら（ドミニク〈ドミニク・ミシェル〉）
- 未来は今（アディソン）※パイオニアLDC版
- メイド・イン・マンハッタン ※ソフト版
- メガロ/人質奪還指令（デヴニー捜査部長〈チャールズ・ネイピア〉）
- めぐり逢えたら（ロブ）※ソフト版
- メン・イン・ブラック（警部）※日本テレビ版
- 目撃（サンディ・ロード〈ケネス・ウェルシュ〉）※ソフト版
- モッド・スクワッド（エックフォード）
- 野獣特捜隊（警察署長）
- U.M.A 2010（ジベール警部〈イファン・ハウ・ダフィッド〉）
- 誘拐騒動/ニャンタッチャブル（フリント氏〈ディーン・ジョーンズ〉）※VHS版
- 夜になるまえに（ホセ・レサマ＝リマ）
- ライフ・オブ・デビッド・ゲイル（デューク・グローヴァー〈ジム・ビーヴァー〉）
- ライブ・フロム・バグダッド 湾岸戦争最前線（ピーター・アーネット〈ブルース・マッギル〉）
- ラストキス（ボーラー教授〈ハロルド・ライミス〉）
- ラストサマー（司会者、保安官）※テレビ朝日版
- ラビリンス・オブ・ナイトメア（ソネンバーグ教授）
- 乱気流/タービュランス（マーティ・ダグラス連邦保安官）※テレビ朝日版
- ランダム・ハーツ（マービン〈ビル・コッブス〉）※日本テレビ版
- 理想の結婚（エドワード卿〈サイモン・ラッセル・ビール〉、アルンハイム男爵〈ジェローン・クラッベ〉）
- リプレイスメント（パット・サマーオール）
- リプレイスメント・キラー（テレンス・ウェイ〈ケネス・ツァン〉）
- 理由（刑務所所長）※テレビ東京版
- 隣人は静かに笑う（Dr.アーチャー・スコビー〈スタンリー・アンダーソン〉）※ソフト版
- レジェンド・オブ・ヒーロー/ロブ・ロイ（タム・シバルド）
- レタッチ 裸の微笑（セザール〈ジョン・ウッド〉）
- レッド・ウォーター/サメ地獄（デイル・ランドリー）※VHS版
- レッド・スノー（スオラン・ゴンブ書記官）
- レッドソニア（ブライタグ〈パット・ローチ〉）
- レッド・ドラゴン/新・怒りの鉄拳（スー・ワンライ、憲兵隊長）※ソフト版
- ロミー&ミッシェル（リッシュ先生）
- ロミオ+ジュリエット（ロミオの父〈ブライアン・デネヒー〉）※テレビ朝日版
- ワンダー・ガールズ 東方三侠2（大統領）

#### ドラマ
- アウトランダー（ウィークフィールド牧師〈ジェームス・フリート〉）
- アガサ・クリスティー ミス・マープル 鏡は横にひび割れて
- アグリー・ベティ（ブラッドフォード・ミード〈アラン・デイル〉）
- あなたにムチュー（ガス〈ポール・ドゥーリイ〉）
- アリー my Love（ホーク判事〈キーン・カーティス〉）
- ALCATRAZ/アルカトラズ（ミルトン・ボールガール〈レオン・リッピー〉）
- アンジェラ 15歳の日々（セールスマン）
- ER緊急救命室（ドクター・バブコック〈デヴィッド・ブリスビン〉、トラビス〈スティーヴ・フランケン〉）
- IT ※NHK-BS2版
- インヴェイジョン 侵略（ユージン・オチョア〈カスチュロ・ゲッラ〉）
- WITHOUT A TRACE/FBI 失踪者を追え!
  - シーズン1 #17（ホワイトハースト〈サム・アンダーソン〉）
  - シーズン2 #9 #22（グレゴリー医師、ギャレット〈ジョン・ゲッツ〉）
  - シーズン3 #20（アイザック）
- ウォリアーズ/インポッシブル・ミッション（ラングラバー）
- 宇宙船レッド・ドワーフ号（パブのマネージャー）
- ウルトラマンパワード（ドクター、水道局員）
- X-ファイル（ウェル・マニキュアード・マン〈ジョン・ネヴィル〉）※ソフト版
- X-ファイルIII（ヴァル・リュートン）※テレビ朝日版
- オールイン 運命の愛（チェ・トファン〈イ・ドックァ〉）
- 堕ちた弁護士 -ニック・フォーリン-（ラリー・ハインズ〈ロバート・ジョイ〉）
- 女弁護士ロージー・オニール（マーク・ロクスマン〈ロバート・フォックスワース〉）
- 騎馬警官 パイロット版（ウォルシュ警部）
- 恐竜家族
- キングダム・オブ・アーク（ジェスロ〈オマル・シャリーフ〉）
- クッキ 〜菊熙〜（オ大臣）
- グッド・ワイフ4（チャーリー・ローズ〈本人〉）
- クリミナル・マインド2 FBI行動分析課（ミッキー・ベイツ〈ミューズ・ワトソン〉）
- クリミナル・マインド6 FBI行動分析課（リー・マレン、モリーの父〈コービン・バーンセン〉）
- クローザー（トム・ブランチャード弁護士〈レイ・ワイズ〉）
- 刑事コロンボ 逆転の構図（ポール・ガレスコ〈ディック・ヴァン・ダイク〉）※完全版追加収録
- 刑事ナッシュ・ブリッジス（メルビン・ウェクスラー）
  - シーズン2 #5（リーランド・マグガイア）
- 刑事マルティン・ベック（エイナル・ルン）
- コールドケース7 ザ・ファイナル（ルーベン・ハリス〈現在〉〈ジェームス・スートリアス〉）
- コペンハーゲン/首相の決断（ラウス・ヘセルボー〈セーレン・スパニング〉）
- ザ・ホワイトハウス（ルッソ〈ウィリアム・ラッキング〉、ジェイ・レノ〈本人〉 他）
- 三国志 Three Kingdoms（黄蓋）
- CSI:ニューヨーク（ロス・リー〈フレドリック・レーン〉）
- CSI:ニューヨーク4（Dr.ギャヴィン〈マイケル・マンテル〉）
- シークエスト2（マーティンソン教授〈ウィリアム・モーガン・シェパード〉）
- シークレット・アイドル ハンナ・モンタナ（コリン・ラシター）
- JESUS 奇蹟の生涯（サタン〈ジェローン・クラッベ〉、カヤパ）
- シカゴ・ホープ（ウォーレン・シャット博士〈リップ・トーン〉）
- シャイニング（スチュアート・アルマン〈エリオット・グールド〉）※ソフト版
- 主任警部アラン・バンクス2（アーサー・バンクス〈バンクスの父〉）
- 主任警部モース ジェリコ街の女（グライムズ）
- 新アウターリミッツ（バーチ大佐〈ナサニエル・デヴォー〉、デイヴ・ペティグリュー〈ジョン・ノヴァク〉、ワーナー博士〈トム・バトラー〉、チェン、ジョセフ・ミッチェル〈トム・マクベス〉、司令長官〈ケヴィン・マクナルティ〉、テイラー所長〈アンドリュー・ジョンストン〉、マイラス・オブライエン〈ロブ・フリーマン〉）
- 新・上海グランド（馮敬堯）
- 新スーパーマン（ガーナー大統領〈フレッド・ウィラード〉）
- 新ハイランダー〜アマンダ（モーガン〈セドリック・スミス〉）
- SUITS/スーツ シーズン2（ポール・ポーター〈マイケル・クリストファー〉）
- スタートレック:ヴォイジャー（ボザール司令官、ヴァニク）
- スタートレック:エンタープライズ（トス〈トーマス・コパッチ〉）
- スティーブン・キングの悪魔の嵐（ソニー・ブローティガン）※ソフト版
- スピン・シティ（本部長、バーテン）
- ダークエイジ・ロマン 大聖堂
- ダーク・エンジェル（ピーター・サンドバル〈ファルビオ・シシレ〉）※ソフト版
- ダークスカイ（アール・ウォーレン〈ゲイリー・ロックウッド〉、クレイトン・ルイス〈ディーン・ノリス〉）
- 大秦帝国（甘龍）
- TAKEN（キャンベル大佐〈マイケル・モリアーティ〉）
- デスパレートな妻たち3（マイロ弁護士、巡査部長）
- 24 -TWENTY FOUR-（ニコラ〈エフゲニー・ラザレフ〉）
- トム・ジョーンズの冒険（ダウリング）
- トロイ ザ・ウォーズ（プリアモス〈ジョン・リス＝デイヴィス〉）
- NUMBERS 天才数学者の事件ファイル シーズン3（テイラー・アシュビー〈マーティン・ジャーヴィス〉）
- 根の深い木 〜世宗大王の誓い〜
- PERSON of INTEREST 犯罪予知ユニット（ウルリック・コール〈アラン・デイル〉）
- バーン・ノーティス 元スパイの逆襲（ブルース・ゲルマン）
- バーン・ノーティス 元スパイの逆襲 シーズン2（ジャンピエールの父〈クラレンス・ウィリアムズ3世〉）
- ハイテク武装車バイパー2（ベニング署長〈マイク・ジェノベーゼ〉）
- 犯罪捜査官ネイビーファイル（エバンズ〈バリー・ジェナー〉、ロンギ判事、ホリス〈デイル・ダイ〉）
- FRINGE/フリンジ シーズン2（ジョセフ・スレーター〈ジェフ・ペリー〉）
- BONES シーズン3（マシュー・ブレナン / マックス・キーナン〈ライアン・オニール〉）※シーズン10まで
- マペット放送局（ラリー・キング）
- 名探偵ポワロ ※NHK版
  - なぞの盗難事件（男）
  - グランド・メトロポリタンの宝石盗難事件（ドレイク警部役の俳優）
  - 白昼の悪魔（検死審問官）
- 名探偵モンク3（マルヴ・チャストウィック副本部長）
- 名探偵モンク7（ウィテカー艦長〈ウィリアム・アザートン〉）
- 名探偵モンク8（マイケル・ケンウォーシー〈ランドル・メル〉）
- モンキーキング 西遊記（呉承恩）
- ヤングライダーズ シーズン1 #10（インディアン〈フレドリック・ロペス〉）、#21（スタンディング・ベア）
- レプリコーン/妖精伝説（シェイマス〈コルム・ミーニイ〉）
- 私はラブ・リーガル3（カーティス・ハンター弁護士〈ブライアン・パトリック・クラーク〉）
- ワンス・アポン・ア・タイム（レパード王〈リチャード・シフ〉）

#### アニメ
- アニマニアックス（ナレーター）
- アラジンの大冒険（ライオン）
- 怪盗カルメンサンディエゴ（シェイクスピア、警官、船長 他）
- くまのプーさん（ラビット）
  - 新くまのプーさん
- くるみ割り人形〜マリーとおかしな仲間たち（ドロッセルマイヤー）
- ダックテイル（アンソニー）
- タンタンの冒険（ドーソン）
- ダンボ（ナレーション）
- ディズニークラシック短編集(ポニー版、バンダイ版(廃盤))（グーフィー他）
- バグズ・ライフ（マニー）
- バットマン/マスク・オブ・ファンタズム（ファントム）
- ふしぎの国のアリス（イモムシ、ドアノブ）
- リトル・マーメイド（おじさん）
- ロビン・フッド(バンダイ版(廃盤))（タック神父）

### テレビアニメ
1978年
- まんが日本絵巻（波多野秀治、上杉謙信、藤原藤房、織田信長、鶴松、鬼造、兵法者）

1993年
- 幽☆遊☆白書（魅土連邪）
- ルパン三世 ルパン暗殺指令

1994年
- サッカーフィーバー（ジム・アッカーマン、ネルソン、コルニー）

1996年
- みどりのマキバオー（医者）

1997年
- 金田一少年の事件簿（鷹森郷三）
- 手塚治虫の旧約聖書物語（商人、エドムの王、ザカリア）
- バンブー・ベアーズ（執事）
- マッハGoGoGo（会長、頭取、ドガ）
- 名探偵コナン（1997年 - 2013年、亀井修、服部平蔵〈初代〉、辰巳泰治、和田六郎、大岡善吉）

1998年
- カウボーイビバップ（ラフィング・ブル）
- ガサラキ（豪和乃三郎）
- MASTERキートン（レジスタンス、マローン）

1999年
- 週刊ストーリーランド（1999年 - 2000年、裁判長、警官A、澤部一馬、局長、駅長）
- 星界の紋章（サンガリーニ）
- 小さな巨人 ミクロマン（校長先生）
- デビルマンレディー（神宮）

2000年
- 人形草紙あやつり左近（橘二衛門）
- ルパン三世 1$マネーウォーズ

2001年
- サイボーグ009 THE CYBORG SOLDIER（神父）

2002年
- ちびまる子ちゃん（車イスのおじいさん）
- アクエリアンエイジ Sign for Evolution（立花）
- 朝霧の巫女（校長）
- ヴァイスクロイツ グリーエン（市長）
- OVERMANキングゲイナー
- 攻殻機動隊 STAND ALONE COMPLEX（神崎）
- 最終兵器彼女（国語教師）
- 神世紀伝マーズ（大統領）
- 魔王ダンテ（宇津木康介）

2003年
- L/R -Licensed by Royal-（シュワルツ・スコラビンスキー）
- TEXHNOLYZE（ガベの長老）
- フルメタル・パニック?ふもっふ（美樹原寛二）
- 魔探偵ロキRAGNAROK（初老の男）
- LAST EXILE（ヴィテリウス・グラミス大将）

2004年
- 北へ。〜Diamond Dust Drops〜（彫金師、男）

2005年
- 交響詩篇エウレカセブン（司令）
- SPEED GRAPHER（神谷総理）

2006年
- コードギアス 反逆のルルーシュ（片瀬帯刀）
- Project BLUE 地球SOS（ホーナー司令官）

2007年
- ゲゲゲの鬼太郎（第5作）（絹狸）
- D.Gray-man（父親）
- ミヨリの森（小林）

2008年
- true tears（運転手）

2009年
- アラド戦記 〜スラップアップパーティー〜（バライン）
- こんにちは アン 〜Before Green Gables（フランクリン）

2011年
- 青の祓魔師（足立先生、男の声）

2012年
- CØDE:BREAKER（前・総理大臣）
- ROBOTICS;NOTES（瀬乃宮健一郎）

### 劇場アニメ
1993年
- 蒼い記憶 満蒙開拓と少年たち（開拓団団長）

1997年
- 幕末のスパシーボ（レソフスキー大尉）

2001年
- カウボーイビバップ 天国の扉（ラフィング・ブル）

2002年
- アテルイ（坂上田村麻呂）

2004年
- APPLESEED（七賢老ライオス）

2005年
- NAGASAKI 1945 アンゼラスの鐘

2006年
- 銀色の髪のアギト（クチヒゲ）
- 名探偵コナン 探偵たちの鎮魂歌（服部平蔵）

2010年
- 名探偵コナン 天空の難破船（服部平蔵）

2013年
- 名探偵コナン 絶海の探偵（服部平蔵）

### OVA
- 華星夜曲（1989年、男C）
- 銀河英雄伝説外伝 螺旋迷宮（2000年、マシューソン准将）
- Z.O.E 2167 IDOLO（2001年、ローレンス長官）
- アニメ古典文学館「徒然草」（2004年、兼好）
- ノラゲキ!（2010年、地上の男）

### Webアニメ
- いくぜっ! 源さん（2008年、親方）

### ゲーム
1995年
- 機装ルーガII（ライゼル）

1999年
- 機動戦士ガンダム外伝 コロニーの落ちた地で…（ウォルター・カーティス）
- 金田一少年の事件簿3 青龍伝説殺人事件（篠原金造）

2000年
- SDガンダム GGENERATION（2000年 - 2016年、ウォルター・カーティス、マイキャラクター男性12〈GENESIS〉） - 3作品
- エターナルアルカディア（グレゴリオ）

2002年
- キングダム ハーツ（ドアノブ）

2003年
- 最終兵器彼女（現国教師）
- バテン・カイトス 終わらない翼と失われた海（カルブレン）
- ルパン三世 海に消えた秘宝（ラリス教授）

2005年
- 義経英雄伝修羅（平時忠）

2006年
- ファイナルファンタジーXII（ラミナス・バナルガン・ダルマスカ、ダラン爺）

2007年
- APPLESEED EX（ランス）

2008年
- コードギアス 反逆のルルーシュ LOST COLORS（片瀬帯刀）

2012年
- ROBOTICS;NOTES（瀬乃宮健一郎）

### ドラマCD
- ヴァイスクロイツ Dramatic Precious Final STAGE DREAMLESS LIFE（1997年、老住職）
- 餓沙羅鬼見聞録 CD1「風の記憶 砂の伝承」（1998年、大司教）
- 封神演義ドラマコレクション 〜姜子牙VS妲己編〜（2002年）
- ローゼンクロイツ 第1幕 黄金の指輪（2002年、警察長官）
- 星界の戦旗ラジオドラマ 第1章 〜流刑の星〜（2005年、メイディーン）
- ROBOTICS;NOTESドラマCD「冬空のロケット（2012年、瀬乃宮健一郎[13]）

### ラジオドラマ
- AU音の本棚・小松左京短編集シリーズ
  - 「地には平和を」（1977年）
  - 「蟻の園」（1977年）

### ナレーション
- ヒトラーの帝国（ディスカバリーチャンネル）

### ボイスオーバー
- 地球ドラマチック（NHK教育）
  - 「ストラディヴァリウス〜究極の音色を求めて〜」（2004年）
- ティム・ガンのファッションチェック（NHK教育）
- ドキュメント地球時間「ヒトラーの側近たち」第3回（マルティン・ボルマン・ジュニア）
- ドキュメンタリー・ドラマ「ニュルンベルク裁判」（トーマス・ドッド、バッド・ジョーンズ）
- BBCセレクション 未来科学への招待（近藤陽次、レイ・ブラッドベリ 他）
- BS世界のドキュメンタリー（NHK-BS1）
  - 20世紀“核”の内幕「モスクワからの使者 〜キューバ危機の真実〜」（2008年、グレヴィル・ウィーン）
- プレミアム10（NHK総合）
- ロイヤル・スキャンダル 〜エリザベス女王の苦悩〜（2012年、NHK-BSプレミアム）

### CM
- メットライフ生命保険テレビCM（声の出演）

## 後任
劇団退団後、以前担当していた持ち役は別の声優に交代している。
| 後任       | 役名                                    | 作品                           | 後任の初出演                  |
| ---------- | --------------------------------------- | ------------------------------ | ----------------------------- |
| 山路和弘   | 服部平蔵                                | 『名探偵コナン』               | 『名探偵コナン から紅の恋歌』 |
| 金尾哲夫   | マシュー・ブレナン / マックス・キーナン | 『BONES』                      | シーズン11                    |
| 佐々木省三 | グルーバーさん                          | 『パディントン』               | 『パディントン2』             |
| 横島亘     | ガンスミス                              | 『ジャッカルの日』テレビ東京版 | 吹替補完版                    |

### シリーズ一覧
1. ↑  『F』（2000年）、『F.I.F』（2001年）、『GENESIS』（2016年）